# Woldemar Tenge-Rietberg
Karl Ludwig Woldemar Tenge-Rietberg (* 9. März 1856 in Niederbarkhausen bei Oerlinghausen; † 19. Oktober 1940 in Gadderbaum-Bethel, heute Bielefeld) war ein deutscher Verwaltungsjurist, Gutsbesitzer und Politiker.

## Leben
Als Sohn des Gutsbesitzers und Industriellen Carl Friedrich Tenge geboren, besuchte Woldemar Tenge-Rietberg von 1866 bis 1872 das Progymnasium in Rietberg und bis 1874 das Ratsgymnasium in Bielefeld. Zur Ausbildung in den neuen Sprachen besuchte er 1874 eine Akademie in Lausanne. Zum Jurastudium ging er 1875 an die Universität Heidelberg und wechselte noch im gleichen Jahr an die Universität Bonn, wo er Mitglied des Corps Hansea wurde. 1876 wechselte er an die Universität Leipzig. Hier schloss er sich dem Corps Saxonia an.
Nach dem Referendariat an verschiedenen preußischen Gerichten legte er 1884 die Zweite Staatsprüfung ab. 1885 wurde er zum Regierungsassessor ernannt. Von 1890 bis 1892 war er Landrat des Kreises Ottweiler. Das Amt legte er nieder, um als Generalbevollmächtigter in die väterlichen Unternehmungen einzutreten. Nach dessen Tod im Jahre 1896 wurde er Besitzer von Gut Rietberg und Gut Schloß Holte.
1892 wurde Woldemar Tenge zum Kuratoriumsmitglied des Progymnasiums Rietberg ernannt. Als Nachfolger seines Vaters war er seit dessen Tod bis 1933 Gemeindeverordneter in Rietberg. Von 1897 bis 1921 war er Beigeordneter des Amtes Rietberg. Spätestens seit 1906 gehörte er dem Westfälischen Provinziallandtag in Münster an. Hier galt sein politisches Engagement den Belangen der Landwirtschaft und der Verbesserung der ländlichen Infrastruktur.
Zu Beginn des 20. Jahrhunderts stiftete er die Kanzel der Kirche St. Ursula in Schloß Holte.
Sein Großvater war der Gutsbesitzer und Industrielle Friedrich Ludwig Tenge. Er war ein Bruder der Schriftstellerin Dora Hohlfeld und ein Cousin des Papierfabrikanten Max Dresel.

## Auszeichnungen
1936 ernannte ihn die Stadt Rietberg zum Ehrenbürger. Entwurf und Ausführung des Ehrenbürgerbrief stammen von Pater Walther Tecklenborg OFM.